# نیام عرضی عمقی
نیام عرضی عمقی یک دیواره بین عضلانی عرضی است که از نیام (فاسیای) عمقی جداشده و بین عضلات سطحی و عمقی پشت ساق پا قرار گرفته‌است. محفظه پسین (کمپارتمان خَلفی) ساق خود به دو کمپارتمان سطحی و عمقی تقسیم می‌شود و این دیواره در بین این دو کمپارتمان است.
در طرفین به حاشیه استخوان‌های درشت‌نی و نازک‌نی متصل است.
این نیام در بالا، جایی که ماهیچه گودی زانویی (پوپلیتئوس) را می‌پوشاند، ضخیم و متراکم است و از زردپی نیمه غشایی (سمی‌ممبرانوس) گستره‌هایی را می‌گیرد که به تراکم ان کمک می‌کند. در وسط ساق نازک‌تر است. اما در زیر، جایی که زردپی‌های عبوری از پشت برآمدگی‌های قوزک‌ (مالئول‌ها) را می‌پوشاند، مجدداً ضخیم شده و با رباط لاکی (laciniate) یا همان رتیناکولوم فلکسور پیوسته می‌شود.